# Ligne d'Arras à Dunkerque-Locale
La ligne d'Arras à Dunkerque-Locale est une ligne ferroviaire française à écartement standard d'une longueur de 113 kilomètres, électrifiée et à double voie de la région Nord-Pas-de-Calais. Elle relie la gare d'Arras à celle de Dunkerque.
Elle constitue la ligne no 301 000 du réseau ferré national.

## Histoire

### Chronologie
- 9 septembre 1845 : concession d'Hazebrouck à Dunkerque, partie d'un ensemble adjugé à la Compagnie anonyme du chemin de fer du Nord[2]
- 1er septembre 1848 : mise en service d'Hazebrouck à Dunkerque[2]
- 26 juin 1857 : concession d'Hazebrouck à Arras (majeure partie du chemin de fer des houillères)[3]

### Origines de la ligne
À l'origine de la « ligne d'Arras à Dunkerque-Locale » on trouve historiquement deux entités créées par la Compagnie des chemins de fer du Nord. D'une part la plus ancienne d'Hazebrouck à Dunkerque, qui était une section de l'embranchement de Lille à Calais et Dunkerque et d'autre part l'ancien chemin des houillères, d'Arras à Hazebrouck, par Lens et Béthune dont seul l'embranchement de Lens à Le Forest (17 km), premier tronçon mis en service le 6 octobre 1860, n'est pas inclus dans la ligne objet de cet article mais dans celui de la ligne de Lens à Ostricourt.

### Hazebrouck à Dunkerque
Une convention signée le 18 mai 1838 entre le ministre des Travaux Publics et Monsieur Dupouy concède à ce dernier une ligne de Lille à Dunkerque par Armentières, Bailleul, Méteren, Flêtre, Steenvoorde, Bierne. Cette convention est approuvée par une loi le 9 juillet 1838 qui déclare la ligne d'utilité publique.
Le 11 juin 1842 une loi déclare d'utilité publique l'établissement d'une ligne de chemin de fer de Paris sur l'Angleterre.
Plusieurs projets sont étudiés pour des embranchements permettant de relier les ports de Boulogne, Calais et Dunkerque, mais pour Lille ils ont l'inconvénient d'allonger les parcours entre la grande ville du Nord et ces ports. Elle fait étudier un tracé plus direct qui prend de la consistance avec la publication de la loi du 15 juillet 1845 qui autorise l'adjudication à une Compagnie le « chemin de fer de Paris à la frontière de Belgique, avec embranchement de Lille sur Calais et Dunkerque »,. Le tracé de « Lille à Hazebrouck avec bifurcation sur Calais et Dunkerque » est adopté le 9 septembre 1845. Sa concession pour une durée de 30 ans est adjugée ce même jour à Rothschild frères, Hottinger, Laffitte et Blount. Cette adjudication est approuvée par une ordonnance royale le 10 septembre 1845. Les concessionnaires fondent la Compagnie anonyme du chemin de fer du Nord qui est approuvée par l'ordonnance royale du 20 septembre 1845.
Les travaux sont dirigés par Davaine, ingénieur en chef de la compagnie à Lille, pour notamment la bifurcation jusqu'à Dunkerque. Le tracé prend son origine à Hazebrouck où débute la branche dirigée sur Dunkerque. Les points qui retardent les travaux sont dus aux fortifications de Bergues et Dunkerque  qui nécessitent l'accord des autorités militaires pour le passage de la ligne et l'implantation des stations. Pour respecter les délais, il est décidé de ne construire que des édifices provisoires dans les stations et de ne poser qu'une seule voie bien que le ballastage soit déjà prêt pour deux voies. La mise en exploitation a lieu le 1er septembre 1848. Outre les gares d'Hazebrouck et de Dunkerque, les stations intermédiaires sont Cassel, Arnèke, Esquelbecq et Bergues.

### Arras à Hazebrouck
Une loi du 15 juillet 1845 autorise le ministre des Travaux Publics a réaliser l'adjudication de la ligne « de Fampoux à Hazebrouck ».
La convention signée le 21 juin 1857 entre le ministre des Travaux publics et la Compagnie des chemins de fer du Nord accorde à la Compagnie sept nouvelles lignes, dont un « chemin de fer des houillères » d'une longueur d'environ 85 km, « d'un point à déterminer de la ligne de Lille à Calais et à Dunkerque, vers la ligne de Paris à Lille, ledit chemin de fer aboutissant en deux points à déterminer, d'une part d'Arras à Douai, de l'autre, de Douai à Lille ». Cette convention est approuvée par un décret impérial le 26 juin suivant. L'objet de cette ligne est de traverser le Bassin minier du Nord-Pas-de-Calais afin de réduire les coûts du transport du charbon tout en accélérant sa livraison dans les grandes villes. Outre les mines directement desservies par la voie, les compagnies minières vont obtenir des concessions pour créer des raccordements à leur frais sur la ligne principale.

## Caractéristiques

### Tracé

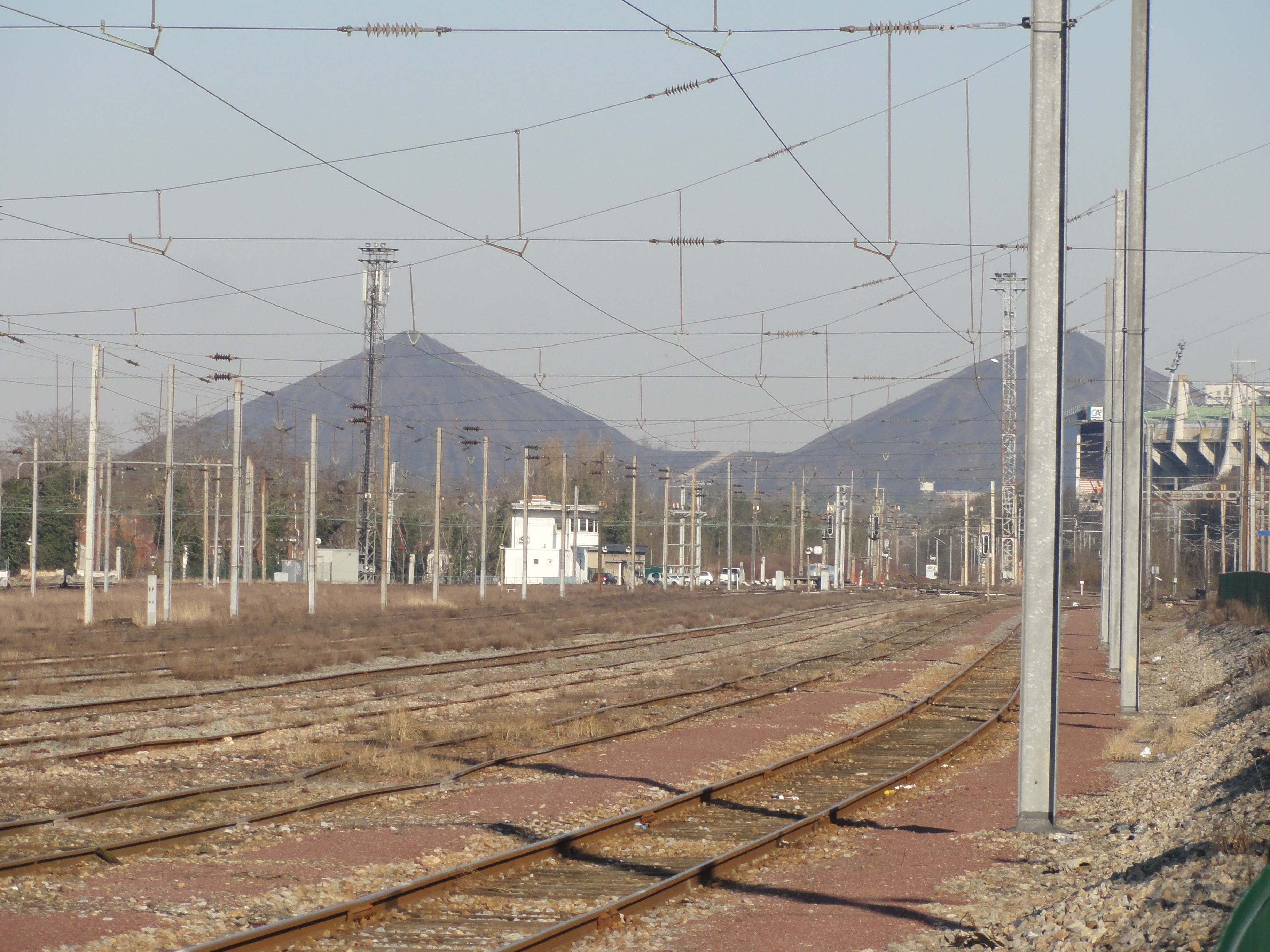
Le faisceau de voies de la gare de Lens, au pied des terrils miniers, une image emblématique de la ligne.

La ligne trouve son origine en gare d'Arras, sur la ligne de Paris-Nord à Lille. Elle se sépare de cette dernière environ 1 500 m au nord-est de la gare, et prend la direction du nord. Elle s'incurve alors vers l'ouest, se joint aux voies de la ligne de Lens à Ostricourt, et atteint la gare de Lens, ville qui abrite un important dépôt ferroviaire.
Orientée au nord-ouest, la ligne passe deux fois sous l'A26 au nord et au sud de l'agglomération de Nœux-les-Mines, et atteint bientôt Béthune. Elle se réoriente alors vers le nord, puis le nord-est avant d'atteindre Hazebrouck, dont elle dessert la gare et rejoint les voies de la ligne de Lille aux Fontinettes après une courbe réorientant la ligne vers l'ouest. Un peu plus d'un kilomètre à l'ouest de la gare, les voies de la ligne de Dunkerque se séparent de celles des Fontinettes, se dirigeant vers Calais. Le tracé se réoriente de nouveau vers le nord-ouest, passe sous les voies de la LGV Nord dont elle reçoit une jonction à voie unique en direction de Dunkerque, passe au pied de la colline de Cassel, puis s'oriente plein nord pour desservir Bergues après avoir franchi l'A25 par un passage inférieur, et enfin, atteindre la gare de Dunkerque, gare en impasse du grand port de la mer du Nord, après avoir franchi l'A16 par un passage inférieur et traversé Coudekerque-Branche. Un faisceau de voies se détache vers l'ouest afin de desservir les installations portuaires.

### Équipement
La ligne, à double voie, est électrifiée comme la totalité de la région Nord-Pas-de-Calais en courant alternatif 25 kV ; elle est également équipée du block automatique lumineux (BAL), du contrôle de vitesse par balises (KVB) et d'une liaison radio sol-train sans transmission de données.

### Vitesses limites
Vitesses limites de la ligne en 2012 pour les trains les plus rapides (TGV, AGC, Z 2 et V 160) en sens impair (certaines catégories de trains, comme les trains de marchandises, possèdent des limites plus faibles) :
| De          | À            | Limite |
| ----------- | ------------ | ------ |
| Arras       | Chocques PL  | 140    |
| Chocques PL | Hazebrouck   | 120    |
| Hazebrouck  | PK 294,9     | 160    |
| PK 294,9    | Dunkerque BV | 140    |

## Exploitation
La ligne, située au cœur du bassin minier du Nord-Pas-de-Calais, a longtemps été marquée par le trafic considérable de marchandises, en particulier de charbon issu des mines situées à proximité, mais également de la production sidérurgique de Dunkerque. Au début des années 1990, les marchandises transportées par rail atteignent 20 000 tonnes entre Arras et Hazebrouck, et 37 000 tonnes entre Hazebrouck et Dunkerque, en raison de la desserte du port de Dunkerque, le troisième de France par son trafic.
Aujourd'hui, la ligne voit circuler un trafic varié, constitué de plusieurs fréquences quotidiennes TGV reliant Paris-Nord à Dunkerque via Arras, Lens, Béthune et Hazebrouck depuis 1993, d'un important trafic TER et d'un trafic fret diversifié.